# La Ceja
La Ceja è un comune della Colombia facente parte del dipartimento di Antioquia.
Il centro abitato venne fondato nel 1789, mentre l'istituzione del comune è del 1855.